# Senillé-Saint-Sauveur
Senillé-Saint-Sauveur község Franciaország Új-Aquitania régiójában, Vienne megyében. Új községként 2016. január 1-jén jött létre Saint-Sauveur és Senillé korábbi község egyesítésével. Lakosainak száma 1724 fő (2022. január 1.).

## Népesség
| Lakosok száma | 1877 | 1836 | 1795 | 1754 | 1735 | 1724 |
|               | 2017 | 2018 | 2019 | 2020 | 2021 | 2022 |